# Sveta Margareta (prostozidarska loža)
Sveta Margareta (izvirno Sant Marquerita) je prostozidarska loža, ki je bila ustanovljena leta 1729.